# Baligashu
Baligashu est un village du Cameroun situé dans l’arrondissement de Balikumbat, dans le département de Ngo-Ketunjia et dans la Région du Nord-Ouest.

## Géographie

### Localisation
Le village de Baligashu est localisé à 5° 48' 53 N et 10° 23' 20 E. Il se situe à environ 31 km de distance de Bamenda, le chef-lieu de la Région du Nord-Ouest et à environ 249 km de distance de Yaoundé, la capitale du Cameroun.

### Climat
Baligashu possède un climat de savane avec hiver sec. La température moyenne annuelle est de 22 °C et les précipitations moyennes annuelles sont de 916,6 mm.

## Population
Lors du recensement de 2005, on a dénombré 4 102 habitants à Baligashu, dont 1 928 hommes et 2 174 femmes.

## Établissement scolaire
Entre autres, le CETIC de Baligashu, un établissement scolaire du sous-système anglophone, dispense un enseignement technique de 1er cycle (classes de la 1re à la 4e année).